# Soldaterkammerater
 For alternative betydninger, se Soldaterkammerater (flertydig). (Se også artikler, som begynder med Soldaterkammerater)
Soldaterkammerater er en dansk komediefilm fra 1958, instrueret af Sven Methling efter et manuskript af Bob Ramsing og Kaj Christensen. Filmen er den første i en serie på seks film om Soldaterkammeraterne. De øvrige film omfatter: Nr. 2 Soldaterkammerater rykker ud (1959), Nr. 3 Soldaterkammerater på vagt (1960), Nr. 4 Soldaterkammerater på efterårsmanøvre (1961), Nr. 5 Soldaterkammerater på sjov (1962), Nr. 6 Soldaterkammerater på bjørnetjeneste (1968).
Filmene er optaget på Høvelte Kaserner Og i den nærliggende Sandholmlejr.

## Medvirkende
- Svend Johansen som den snusfornuftige vestsjællænder, Viggo Clausen, som drømmer om en militær karriere, og som avancerer til sergent, fra Nr. 3 til og med Nr. 5.
- Paul Hagen som den glade trompetist, Henrik Didriksen, som må finde sig i en del drillerier fra Ole Sørensens side.
- Vera Stricker som Noa, kone til Henrik Didriksen.
- Louis Miehe-Renard som skolelæreren Knud Petersen, som er gruppens klovn, og har svært ved at tilpasse sig i militæret.
- Ebbe Langberg som Peter Rasmussen, som trods sin fortid i Fremmedlegionen, vægrer sig mod en militær karriere, men advancerer til løjtnant, og bliver optaget i Jægerkorpset.
- Preben Kaas som den vittige fynbo, Ole Sørensen, som af og til driver Henrik Didriksen til vanvid.
- Ole Dixon som Den glade klaverboxer, Håkon Håkonsen (Bolle-å), som elsker mad og så vidt muligt undgår fysisk aktivitet.
- Carl Ottosen som den højtråbende oversergent Vældegaard, som trods sin bistre manerer, viser sig tålmodig, specielt hvad angår Knud Petersen.
- Henrik Wiehe
- Klaus Pagh som den forkælede rigmandssøn, Holger Schwanenkopf, som trods de andres fordomme, bliver respekteret og vellidt.
- Sigrid Horne-Rasmussen som fru Generaldirektør Schwanenkopf, mor til Holger Schwanenkopf.
- Emil Hass Christensen
- Judy Gringer som Ellen, datter af oberst Hjort, og Knud Petersens sværmeri.
- Annie Birgit Garde
- Holger Vistisen
- Johannes Marott
- Dirch Passer som vagtsoldat og konferencier i Nr. 2, samt vagtkommandør i Nr. 6, hvor gruppen bilder ham ind, at han lider af synsforskydninger, for at kunne smugle en bjørn gennem vagten.
- Karl Stegger
- Ove Sprogøe
- Poul Bundgaard
- Willy Rathnov